# Demokrat Parti (2007)
Die Demokrat Parti (Kurzbezeichnung DP; türkisch für „Demokratische Partei“) ist eine liberale Partei in der Türkei. Sie steht für einen konservativen Säkularismus und sieht sich in der Nachfolge der Demokrat Parti (1946) aus den 1940er-/1950er-Jahren sowie der Adalet Partisi (AP) von Süleyman Demirel. Derzeit ist sie mit einem Abgeordneten in der Großen Türkischen Nationalversammlung, dem türkischen Parlament, vertreten; ihr Abgeordneter ist über die Liste „Bündnis der Nation“ der Schwesterpartei İyi Parti gewählt worden.
Das 2007 eingeführte Parteilogo – ein Pferd – leitet sich aus einem bekannten Verhörer des Parteinamens Demokrat Parti ab. Das Wort Demokrat konnte vor allem bei ländlichen Wählern oft nur schwer ausgesprochen werden und wurde zu „eisernes weißes Pferd“ (Demir Kırat) verballhornt. Bis Mai 2007 hieß die Partei Doğru Yol Partisi (DYP).

## Geschichte

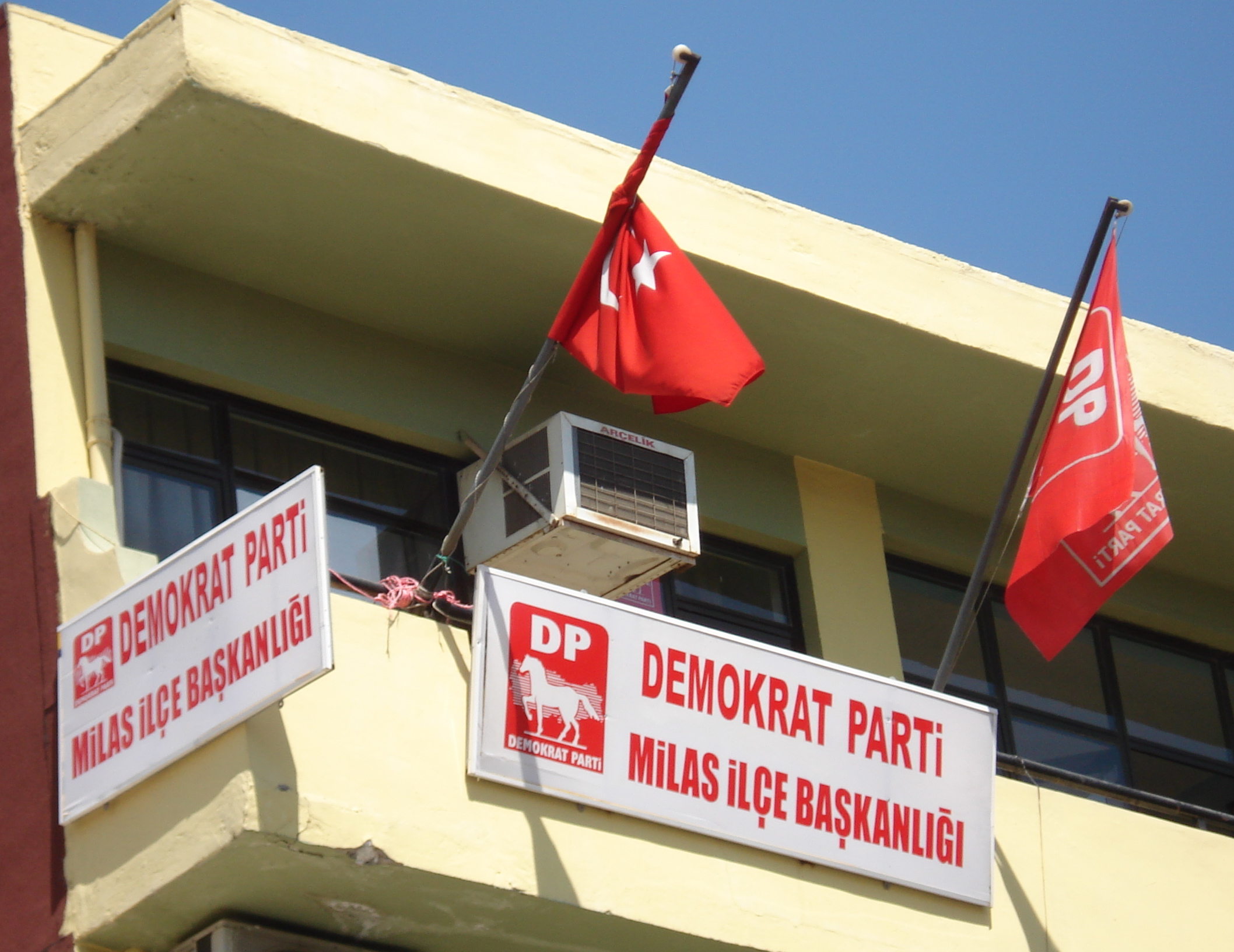
Parteihaupsitz von Milas

Die DYP nahm den Traditionsnamen Demokrat Parti an, um sich mit der Anavatan Partisi (ANAP) für die Parlamentswahl 2007 zusammenzuschließen. Das Bündnis scheiterte jedoch kurz vor Ablauf der Frist. Die ANAP entschied daraufhin, nicht an der Wahl teilzunehmen, die DYP trat unter dem neuen Namen DP an, scheiterte aber an der 10-Prozent-Hürde. Mehmet Ağar gab während der Stimmenauszählung (22. Juli 2007) bekannt, dass er von seinem Posten als Parteichef zurücktrete.
Am 17. Mai 2009 fand ein Parteikongress statt. Dabei wurde Hüsamettin Cindoruk im dritten Wahldurchgang zum Vorsitzenden der Partei gewählt. Am 31. Oktober 2009 fusionierte die ANAP schließlich doch mit der DP. Sowohl die DYP, als auch die ANAP wurden jedoch neu gegründet.
Am 16. Januar 2011 fand ein Parteikongress in der Atatürk-Sporthalle in Ankara statt, dort wurde mit 566 Stimmen Namık Kemal Zeybek zum neuen Parteivorsitzenden gewählt. Da die Partei unter dem Spitzenkandidaten Zeybek nur 0,65 % der Stimmen in den Parlamentswahlen vom 12. Juli 2011 gewann, fand am 6. Mai 2012 erneut ein Kongress statt, wo Gültekin Uysal zum neuen Parteivorsitzenden gewählt wurde.
Bei der Parlamentswahl 2018 einigte man sich mit der İyi Parti darauf, dass einige Kandidaten der DP über Wahllisten der İYİ aufgestellt werden. Dadurch wurde Parteivorsitzender Uysal (als einziger) ins Parlament gewählt.